# 모스크바 조약 (1970년)
모스크바 조약(러시아어: Московский договор, 독일어: Moskauer Vertrag, 영어: Treaty of Moscow)은 1970년 8월 12일 소련과 서독 사이에서 체결된 조약이다.

## 배경
제2차 세계 대전 이후 패전국인 나치 독일은 서독과 동독으로 분단되었다. 자본주의를 받아들인 서독은 1955년 소련과 수교했다. 하지만 같은 해에 할슈타인 독트린을 발표해 동독을 승인하는 국가는 소련을 제외하고는 모두 국교를 단절하겠다는 외교 방침을 채택했으며 서독 정부도 동독을 법률적으로 승인하지 않았다.
한편 나치 독일의 영토 일부가 폴란드에 할양되어 독일과 폴란드의 국경선이 오데르-나이세선으로 조정되었는데 동독은 이를 인정했으나 서독은 이를 받아들이지 않아 서독과 동유럽 사이에서 긴장감이 조성되었다.
그런 와중에 1969년 독일 연방의회 선거에서 사민당이 승리하여 빌리 브란트가 연방총리로 취임하자 독일 외교 정책에 변화의 바람이 불기 시작했다. 우선 브란트는 할슈타인 독트린을 포기하고 동방 정책을 추진했다. 특히 전쟁 주요 피해국인 폴란드와의 관계 개선이 중요했고 이를 위해 오데르-나이세선을 인정할 필요가 있었다.
이 무렵 소련은 격화하던 중소 분쟁이 1969년 중소 국경 분쟁으로까지 이어졌다. 이는 소련으로 하여금 지금까지처럼 서방에 대한 강경책을 유지하기가 어려워졌음을 의미했다. 또한 사회주의 경제의 비효율성이 심화하고 서방과의 경제 격차가 날로 커지자 서독과의 관계 개선을 통해 경제적 지원을 받고자 하는 목소리가 생기고 있었다.

## 체결 과정
소련은 서독에서 첫 사민당 정부가 출범한 것에 대해 호의적인 반응을 보였다. 브란트가 11월 28일 핵확산방지조약에 서명한 것도 서독이 핵무기 보유국이 되는 것을 원치 않던 소련을 배려한 것이었다. 이를 바탕으로 12월부터 소련과 서독은 무력 행사 포기와 관계 개선을 위한 회담을 시작했지만 서독의 동독 승인 문제로 평행선만 달리다 끝나고 말았다.
브란트는 독일 연방의회에서 가까스로 과반수를 유지하고 있었기에 소련과의 외교 관계에서 빨리 성과를 내고자 했고 자신의 비서인 에곤 바르를 소련에 보내 회담을 이어가게 했다. 바르는 동독을 법률적으로 승인하는 문제와 오데르-나이세선을 인정하는 것은 서베를린의 안전을 보장하는 베를린 4국 협정의 체결 없이 지금의 서독 의회에서 받아들여지기 어렵다고 소련에게 설명했다.
안드레이 그로미코 소련 외무장관은 서독의 입장을 이해한다며 1970년 5월까지 두 나라의 입장을 정리했다. 이 정리된 문서를 바르 문서라 하는데 이는 6~7월 서독 언론에 누설되면서 약간의 잡음도 있었으나 조약 체결은 순풍을 타고 진행되었다. 이후 8월 발터 셸 서독 외무장관이 소련을 방문해 조약에 서명하면서 모스크바 조약이 체결되었다.

## 내용
제1조는 국제 평화와 긴장 완화를 위한 노력을, 제2조는 무력 행사 포기 원칙을, 제3조는 지금의 국경선을 인정할 것을 담고 있다.
제3조에 따라 서독은 독일의 동쪽 국경선으로서 오데르-나이세선을 인정하고 그 동쪽의 영토에 대한 영유권을 포기하겠다고 선언했다. 하지만 서독은 훗날 독일이 통일된다면 독일 국민의 자유로운 자결권에 따라 국경선을 새롭게 논의해야 한다며 보수 야당인 기민련·기사련을 달래고자 했다.

## 비준
레오니트 브레즈네프 소련 서기장은 모스크바 조약이 서독 의회에서 빨리 비준되기를 바랐다. 하지만 브란트는 서독과 긴밀한 관계에 있는 서베를린의 안정이 보장되지 않는다면 유럽의 평화는 있을 수 없다며 서베를린을 오가는 자유로운 통행을 보장하는 베를린 협정 체결이 선행되어야 한다고 주장했다.
1971년 9월 베를린 협정이, 12월에 독서독 통과 협정이 차례차례 체결되었지만 모스크바 조약은 브란트가 바라는 대로 흘러가지 않았다. 기민련·기사련은 사민당이 독일 영토를 포기했단 이유로 모스크바 조약 비준에 여전히 반대하고 있었고 소련은 모스크바 조약이 서독에서 비준되지 않는다면 베를린 협정도 발효할 수 없다고 강경하게 나왔다.
하지만 긴장 완화에 대한 서독 국민들의 열망이 컸기에 기민련·기사련은 계속 반대만 하고 있을 순 없었다. 사민당이 여차하면 연방의회를 해산할 뜻까지 보이자 결국 기민련·기사련은 사민당과 협의에 나섰다. 1972년 5월 연방의회에서 실시된 표결에서 기민련을 기권, 기사련은 반대했지만 연립 여당인 사민당과 자민당이 찬성하여 비준에 성공했다. 월말에는 소련이 모스크바 조약을 비준했으며 다음 달에 미국, 소련, 영국, 프랑스가 베를린 4국 협정에 서명하면서 베를린 협정이 발효하고 이와 함께 자동적으로 모스크바 조약도 발효됐다.

## 영향
서독 정부가 오데르-나이세선을 승인한 것을 계기로 서독과 폴란드의 관계가 개선되었고 9월 두 나라는 외교 관계를 맺었다. 소련과도 무역 협정·가스관 협정 등이 체결되었고 소련이 더 이상 서독의 유엔 가입에 반대하지 않기로 하자 1973년 동서독이 함께 유엔에 가입했다. 하지만 브란트는 아슬아슬한 과반수를 유지하는 지금의 의회 구성으로는 더 이상 정국을 안정적으로 이끌기 어렵다고 판단해 연방의회를 해산한 뒤 1972년 독일 연방의회 선거를 치렀다. 사민당과 자민당은 다시 한 번 국민의 신임을 받아 연립 내각을 유지할 수 있었다.
한편 소련은 서독과의 긴장 완화를 통해 프라하의 봄을 무력으로 진압한 후 냉각되었던 서방과의 협력 관계를 강화할 수 있는 발판을 마련했고 이는 유럽 안보 협력 회의 참여와 헬싱키 협정으로 이어지게 된다.
브란트는 모스크바 조약 체결의 공적으로 아직 비준이 이루어지기 전이었던 1971년 노벨 평화상을 수상했으며 모스크바 조약 비준 이후에는 동서독 기본 조약을 이끌어내게 된다.

## 같이 보기
- 동방 정책
- 바르샤바 조약
- 베를린 4국 협정
- 동서독 기본 조약

## 참고 문헌
- 손선홍 (2005). 《분단과 통일의 독일 현대사》. 소나무. ISBN 89-7139-545-1.